# Paronychia patula
Paronychia patula är en nejlikväxtart som beskrevs av Lloyd Herbert Shinners. Paronychia patula ingår i släktet prasselörter, och familjen nejlikväxter. Inga underarter finns listade i Catalogue of Life.